# ダンス・ホール・クラッシャーズ
ダンス・ホール・クラッシャーズ (DANCE HALL CRASHERS) は、1989年にアメリカのカリフォルニア州バークレーで結成されたスカコア・バンド。

## 略歴
- 1989年、ランシドの母体バンドであるオペレーション・アイヴィーのマット・フリーマンとティム・アームストロングがサイド・プロジェクトとして結成。

- 1990年、インディペンデント・レーベルのムーン・レコードからデビュー・アルバムをリリース。

- 1991年、ティムとマットがブレット・リードとともにランシドを結成したことから、自然消滅的な形で一度解散状態となる。

- 1992年、ファンからの強い要望により、一度ライブを行ったところ、好評であったことから、バンドは再結成を決意。

- 1993年、コンピレーションアルバム『1989-1992』をリリース。

- MCA傘下の510レコードと契約。

- 1995年、『ロックジョウ - LOCKJAW - 』をリリース。

- 1996年、『THE OLD RECORD (1989-1992)』をリリース。

- 1997年、『ハニー・アイム・ホームリー - HONEY, I’M HOMELY! - 』をリリース。

- 1999年、インディペンデント・レーベルピンク&ブラック・レコードに移籍し、『パー - PURR - 』をリリース。

## メンバー

### 現在のメンバー
- エリース・ロジャース (Elyse Rogers)  (Vo)
- カリーナ･デニケ (Karina Denike)  (Vo)
- ジェイソン・ハモン (Jason Hammon)  (G)
- ミッキー・ウェイス (Mikey Weiss)  (B)
- ギャビン・ハモン (Gavin Hammon)  (Dr)

### 元メンバー
- ティム・アームストロング (Tim Armstrong)  (G)
- マット・フリーマン (Matt Freeman)  (B)
- Scott Goodell  (G)
- Ingrid Jonsson  (Vo)

## ディスコグラフィ

### オリジナル・アルバム
- 1989-1992
- ロックジョウ - LOCKJAW (1995)
- THE OLD RECORD (1996)
- ハニー・アイム・ホームリー - HONEY, I’M HOMELY! (1997)
- パー - Purr (1999)

## カバー
5×8×3　『シェリー 』を日本語訳でカバー